# Lichting

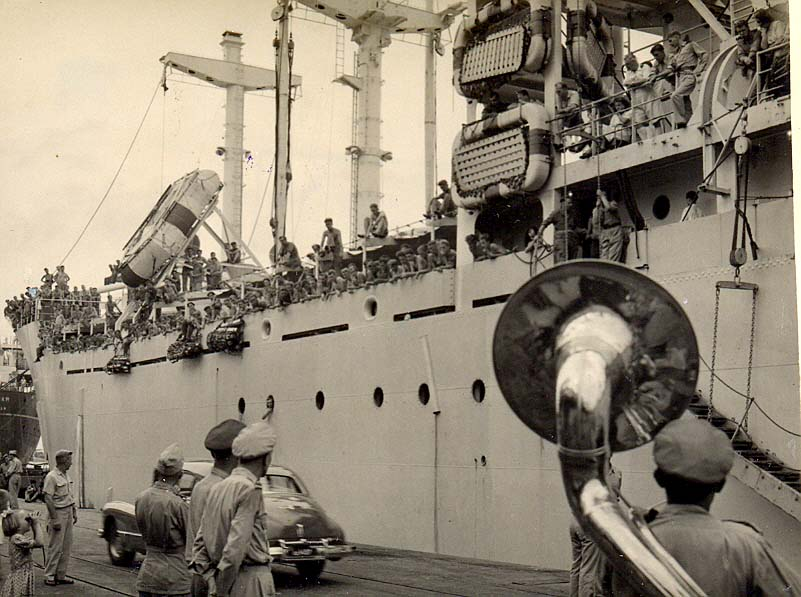
Een nieuwe lichting Nederlandse soldaten arriveert in Nederlands-Indië in 1949

Een lichting is een groep soldaten die gezamenlijk wordt opgeroepen voor vervulling van de dienstplicht. Lichting wordt ook voor andere groepen personen gebruikt die gelijktijdig met iets beginnen, zoals een schoolklas.
Met een lichting wordt vaak een jaarklasse aangeduid. Bijvoorbeeld lichting 1975 omvat iedereen die in het jaar 1975 is opgeroepen of begonnen. 
De Nederlandse krijgsmacht kende zes lichtingen per jaar, één per iedere twee maanden. Zo is lichting 1975-2 de groep die zich begin maart 1975 moest melden bij een kazerne en lichting 1975-6 de groep die begin november van datzelfde jaar in dienst trad.